# Duża przerwa (serial telewizyjny 2000)
Duża przerwa – serial komediowy, emitowany przez telewizję Polsat od 11 marca 2000 do 16 grudnia 2000. Serial składa się z 16 odcinków, z których 3 zostały wyemitowane pilotażowo.
Po 25 latach emisji serialu, serial został poddany cyfrowej rekonstrukcji przez Polsat Box Go.

## Założenia serialu
Akcja serialu dzieje się w pokoju nauczycielskim I Liceum Ogólnokształcącego w Porębowie. Głównymi postaciami są – według producentów serialu – „nauczyciele, dyrektor z nieodłączną sekretarką oraz klasyczne typy uczniowskie”. Twórcy serialu odwołują się do „powszechnego doświadczenia szkoły wraz z niezliczoną ilością anegdot, indywidualności i typów ludzkich.”

## Obsada aktorska

### Obsada główna
- Stanisław Brudny – Antoni Maria Czetwertyński (nauczyciel historii)
- Ewa Konstancja Bułhak – Barbara Zuchwałko (nauczycielka matematyki)
- Tadeusz Chudecki – ksiądz Jacek Lato (katecheta)
- Ewa Oksza-Łapicka – Romana Kupiczek (nauczycielka geografii)
- Andrzej Mastalerz – Artur Jaskuła (nauczyciel wychowania fizycznego)
- Sławomir Orzechowski – Zenon Połeć (dyrektor szkoły, nauczyciel wiedzy o społeczeństwie)
- Piotr Pręgowski – Leon Czajka (nauczyciel przysposobienia obronnego)
- Joanna Sienkiewicz – Renata Chwiołka (nauczycielka biologii)
- Katarzyna Skrzynecka – Julia Rubin (nauczycielka języka francuskiego)
- Andrzej Szczytko – Zbigniew Szawdzianec (nauczyciel chemii)
- Beata Tyszkiewicz – Helena Targońska (nauczycielka języka polskiego)
- Monika Rak – Katarzyna Zuchwałko (nauczycielka matematyki i fizyki)
- Bernadetta Machała-Krzemińska – Jadwiga Kołyszko (sekretarka dyrektora)
- Joanna Jabłczyńska – Monika Jezielska (uczennica)
- Jan Rekiel – Karol Gogołek (uczeń)

### Obsada gościnna
- Emilian Kamiński – Patryk, narzeczony Julii (odc. 1)
- Katarzyna Dowbor – dziennikarka (odc. 3, 12)
- Dariusz Pik – operator (odc. 3)
- Małgorzata Duda – matka Wacusia (odc. 4)
- Dorota Zięciowska – Regina Kołłobudzka (odc. 4)
- Ewa Złotowska – matka (odc. 4)
- Przemysław Wiśniewski – Henio (odc. 4)
- Michał Ziembicki – Wacuś (odc. 4)
- Paweł Burczyk – akwizytor Dariusz Praczyk (odc. 8)
- Jan Prochyra – senator Jan Apoloniusz Ćwiartek (odc. 9)
- Marek Żerański – kolega Karola (odc. 15)

## Spis serii
| Seria | Sezon       | Odcinki   | Premiera serii   | Finał serii     | Pora emisji  | Stacja telewizyjna/Platforma streamingowa |
| ----- | ----------- | --------- | ---------------- | --------------- | ------------ | ----------------------------------------- |
| 1.    | wiosna 2000 | 1–3 (3)   | 11 marca 2000    | 25 marca 2000   | sobota 20:00 | Polsat                                    |
| 2.    | jesień 2000 | 4–16 (13) | 23 września 2000 | 16 grudnia 2000 | sobota 20:30 | Polsat                                    |
| nd.   | jesień 2025 | 1–16 (16) | 1 września 2025  | 1 września 2025 | poniedziałek | Polsat Box Go                             |

## Tytuły odcinków
1. Panna Młoda (11.03.2000)
2. Strajk (18.03.2000)
3. Telewizja (25.03.2000)
4. Sponsor (23.09.2000)
5. Palenie (30.09.2000)
6. Europa (07.10.2000)
7. Święto Edukacji (14.10.2000)
8. Paryż w Porębowie (21.10.2000)
9. Senator (28.10.2000)
10. Bomba (04.11.2000)
11. Lotto (11.11.2000)
12. Zemsta (18.11.2000)
13. Konkurs (25.11.2000)
14. Oni są be (02.12.2000)
15. Praktykant (09.12.2000)
16. Oferta (16.12.2000)